# Ait Ouabelli
Ait Ouabelli (en àrab آيت وابلي, Āyt Wāballī; en amazic ⴰⵢⵜ ⵡⴰⴱⵍⵉ) és una comuna rural de la província de Tata, a la regió de Souss-Massa, al Marroc. Segons el cens de 2014 tenia una població total de 2.401 persones.